# باعطير (تريم)
'

تعديل مصدري - تعديل

باعطير هي إحدى قرى عزلة تريم بمديرية تريم التابعة لمحافظة حضرموت، بلغ تعداد سكانها 509 نسمة حسب تعداد اليمن لعام 2004.